# بيتر بنجامين غراهام
بيتر بنجامين غراهام (بالإنجليزية: Peter Benjamin Graham)‏ هو فنان مرئي ورسام ومنظّر فنون أسترالي، ولد في 4 يونيو 1925 في ملبورن في أستراليا، وتوفي بنفس المكان في 15 أبريل 1987. عمل غراهام على استكشاف الحياة البرية في أستراليا ولا سيما حيوانات الكنغر، بالإضافة إلى السمات المرتبطة بالسكان الأصليين مُستخدماً في ذلك اللغات المرئية للحركة الحداثية الأوروبية الرمزية والتجريد الهندسي فيما بعد.
بدأ غراهام بالعمل على تطوير شكل جديد من الهندسة المرئية مرتبط بنظرية الشواش بدءاً من عام 1960 ليبتكر لغة بصرية تمكن توظيف التفكيكية ثنائية الأبعاد وتشكيل الأجسام المرصودة بطريقة مغايرة تماماً عن المنهج التقليدي، حيث تسمح اللغة التي ابتكرها غراهام للفنان ببدأ عملية «نمو» للصورة لتعطي اختراعاً واعياً يكاد يكون لانهائياً.

## السيرة
ولد غراهام وترعرع في هارتلويل وهي إحدى ضواحي ملبورن بتاريخ 4 يونيو عام 1925. فاز بمنحة دراسية للدراسة في كلية ملبورن التقنية للفنون لمدة سنة واحدة عام 1939، ودرس الطباعة الحجرية (الليثوغرافيا) مع استديوهات روس مككلينتوك (فصل الألوان من الصفائح الليثوغرافية المرسومة من قبل فنانين) خلال الفترة من عام 1940 حتى عام 1941. انتقل غراهام بعدها إلى شركة أخرى عام 1941. وهنالك تلقى تدريباً من معلم حرفة لصناعة نسخ طبق الأصل وغيرها من التقنيات إبَّان سنوات الحرب العالمية الثانية. وحصل على شهادة تخصصية عام 1946.
درس غراهام الفن مع النحّات والمدرّس فيكتور غرينهالف وجون روويل في المعهد الملكي للتكنولوجيا في ملبورن خلال الفترة من عام 1941 حتى عام 1946. ألتحق في عام 1945 بجمعية الفنانين الفيكتوريين وعرض أولى لوحاته في المعرض الحربي الأسترالي في متحف فيكتوريا الوطني للفنون. وبدأ خلال الوقت ذاته بتوطيد علاقاته مع مجموعة من الفنانين المؤمنين بالواقعية الاجتماعية بملبورن ومنهم نويل كونيهان وفيكتور أوكونور ومارغريت ماهود وجوسل بيرغر وهربرت مككلينتوك ورمبرانت مككلينتوك وفرانك أندرو ونوتا بازاكوت. وأصبح يعرض لوحاته من حين لأخرى في جمعية الفنانين الفيكتوريين حتى عام 1947.
حاز عام 1946 على جائزة فرنتي غولي الفنيَّة عن أفضل ألوان مائيَّة للوحة «شوارع هاوثورن السوداء»، كما فاز بعد عام من ذلك بجائزة هيرالد لأفضل رسم عن لوحة «المدخنون». وغادر إلى إنجلترا مع غرهام كينغ في شهر أغسطس من عام 1947.

### في إنجلترا
عاش غراهام ومارس الرسم خلال الفترة من عام 1947 حتى عام 1949 في مركز آبي للفنون الواقع في منطقة نيوبارنت بلندن برفقة مجموعة من الفنانين ومنهم ليونارد فرينش وجيمس غليسون ودوغلاس غرين وستاتشا هالبرن وغرهام كينغ وإنغه كينج وروبرت كليبل. كما صاحب خلال هذا الوقت الفنان الفلكلوري الأيرلندي جيرارد ديلون الذي كان يعيش على مقربة من المركز والذي لعب دوراً في تعريف لغات بيكاسو وماتيس البصريَّة (المرئيَّة) إلى غراهام. كما عرض غراهام لوحات له في كل من معارض بيركلي الخاصة بويليام أوهلي وجمعية الفنانين المعاصرين بلندن.
درس غراهام الرسم على يد الفنان بيرنارد منينسكي في المدرسة المركزية للفن والتصميم بلندن عام 1948، ولكن قرر العودة والعمل في شركة نشر أودهامز بعدما قلَّ ما معه من مال وتخصص في كل من عملية دولتغن للحفر الضوئي ذات اللون النصفي العكسي وفصل الألوان المخفي إلى حين عام 1950.
سافر عام 1950 عبر فرنسا وإيطاليا قبل عودته إلى سيدني بموجب عقد عمل مع شركة المطبوعات الأستراليَّة المدمجة لمدة ثلاث سنوات وهنالك عمل كمتخصص في عملية فصل الألوان (الطباعة بالألوان).

### في سيدني
عرض غراهام لوحاته ضمن عدة معارض مشتركة في سيدني خلال الفترة من عام 1951 حتى عام 1953. وكان منها افتتاحية معرض جائزة بليك للفن الديني.

### في أليس سبرينغز
قام غراهام عام 1954 بقيادة دراجة ناريَّة دون توقف من سيدنى إلى ملبورن وبعد تجهيز الدراجة اتجه إلى أديلايد ثم اتجه بمفرده على طريق ستوارت السريع حتى وصل إلى مدينة أليس سبرينغز بعد خمسة أيام. وهناك عمل كعامل بناء لمدة ثمانية عشر شهراً وكان خلال هذه المدة يرسم قدر ما استطاع حين يتسنى له الوقت، وظل هكذا حتى عام 1955. وعمل غراهام ومارس الرسم في هذه الفترة مع الفنانين الأبورجيون أدولف إنكامالا والأخوة بارولتجا. وكان له دور في المساعدة في بناء كنيسة جون فلين التذكارية، وساعد أيضاً في بناء المساكن الحكوميَّة ببلدة هيرمانزبورغ التي يقطنها الأبورجيون. وقابل غراهام في بلدة هيرمانزبورغ عالم الأنثروبولوجيا تيد سترهلو الذي غيَّر نظرته في رؤية المشاهد الطبيعية لأستراليا ونظرته إلى ثقافة السكان الأصليين (الأبورجيون).

### في جزر فيجي
قضى غراهام ستة أسهر في جزر فيجي ورسم عدة لوحات عام 1956.

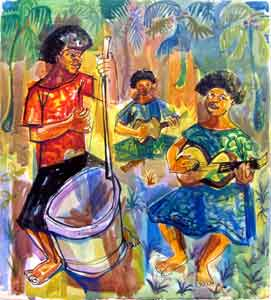
لوحة «الفرقة الوتريَّة الفيجيَّة» (1956) بريشة بيتر بنجامين غراهام بالألوان المائيَّة والحبر على ورق بأبعاد (43 في 39سـم)
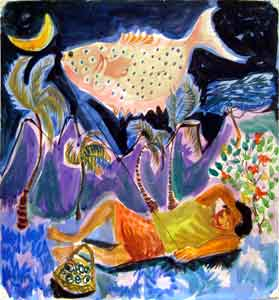
لوحة «حلم السمكة الكبيرة» (1956) بريشة بيتر بنجامين غراهام مرسومة بالألوان المائيَّة والحبر وبقلم الرصاص على ورق بأبعاد (42 في 39سـم)

### العودة إلى ملبورن
عاد غراهام إلى ملبورن وعاد للعمل مع شركة فوتوغروفرز المحدودة، وعاش في شقة استديو مع الفنان ليونارد فرينش وصاحب الرسام جورج جونسون ذوي الأصول النيوزلنديَّة الذي عرَّف غراهام على أعمال كاندينسكي وكلي وموندريان. ورسم مجموعة من اللوحات التجريديَّة مستنداً على تجربته من الوقت الذي قضاه في المنطقة الوسطى الأستراليَّة. وعُرضت هذه اللوحات في «معرض A» بملبورن عام 1960وهو معرض فني أسسه ماكس هاتشنسون وكليمنت ميدمور في ذلك العام.

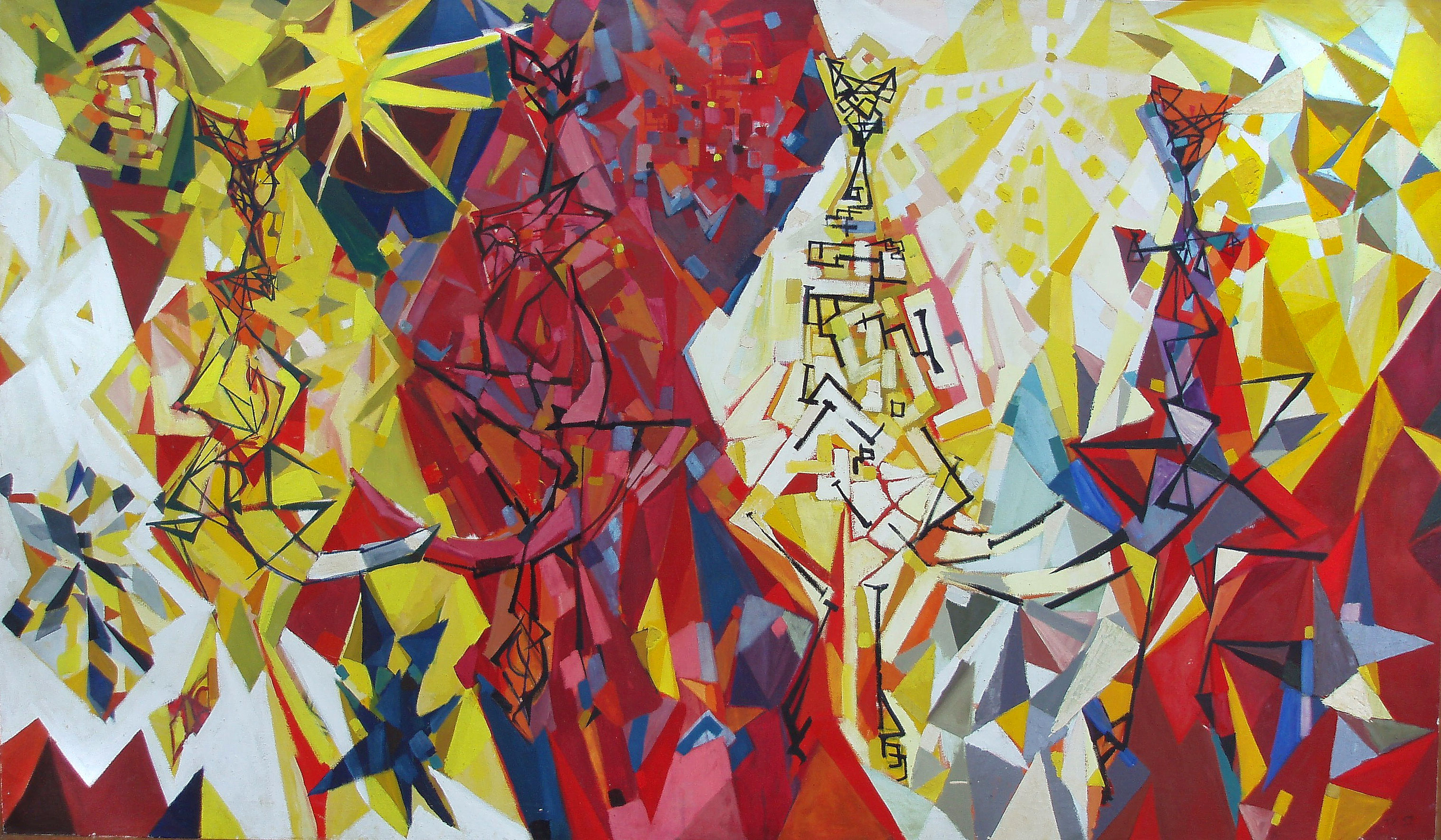
لوحة «مستراد الكنغر» (1957) بريشة بيتر بنجامين غراهام، لوحة زيتية على القماش بأبعاد (1420مم في 2455مم)
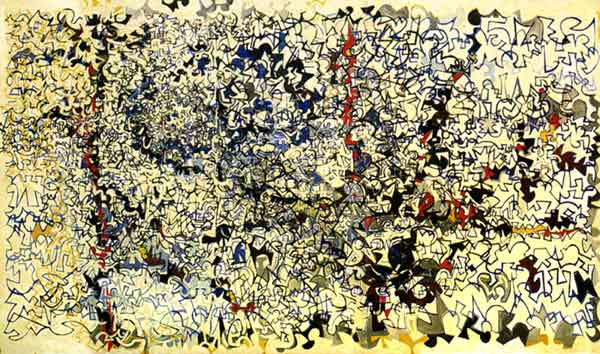
لوحة «مياه ليثي» (1964) بريشة بيتر بنجامين غراهام، لوحة زيتية على القماش بأبعاد (1680مم في 2890مم)

### محطات أخرى
- 1961–1964: أنهى غراهام مجموعة جديدة من اللوحات سماها « Linear Extensions».
- 1964–1973: أجرى غراهام دراسات تجريبيَّة بالاستناد على مفهوم جديد من الترميز بالرسم.
- 1965: أنشأ غراهام شركته الخاصة للطباعة الضوئيَّة وتدعى «Photocraft Services».
- 1967: عقد الموقر ألفريد ديكي قران غراهام بسينثيا لويس وأنجبوا ثلاثة أولاد وهم فيليب وميكالا ويوان غراهام.

### معرض بيتر غراهام ومعرض شارع كوينزبيري
رسم غراهام سلسلة من الأعمال الفنيَّة التجريبيَّة مستعملاً تقنيات ومواد فوتوغرافية وليثوغرافيَّة خلال الفترة من عام 1971 حتى عام 1978.

### السنوات الأخيرة
توفي غراهام بتاريخ 15 أبريل عام 1987 في مستشفى هيدلبيرغ للإعادة في ملبورن عن عمر يناهز 61 عاماً.